# Pittsburg (Nova Hampshire)
Pittsburg é uma vila (town) localizada no estado norte-americano de Nova Hampshire, no Condado de Coös.
Pittsburg deve o seu nome a William Pitt, primeiro-ministro do Reino Unido. Antes de integrar os E.U.A. em 1840, a área foi colonizada em 1810 e conhecida como Território de Indian Stream. Foi por poucos anos capital de um microestado na década de 1830, a República de   Indian Stream.